# 宗良臣
宗良臣（1490年—？），字敬之，湖廣德安府隨州人，軍籍，明朝政治人物。

## 生平
湖廣鄉試第六名舉人。正德十六年（1521年）中式辛巳科會試第二十五名，登第三甲第一百八十三名進士。

## 家族
曾祖宗貴；祖父宗文，曾任教諭贈監察御史；父宗彝，曾任監察御史。前母杜氏；母張氏。具庆下。